# Sivaloka limacodes
Sivaloka limacodes är en insektsart som beskrevs av William Lucas Distant 1906. Sivaloka limacodes ingår i släktet Sivaloka och familjen sköldstritar. Inga underarter finns listade i Catalogue of Life.